# Broddetorp
Broddetorp ist ein Ort in der schwedischen Gemeinde Falköping etwa 20 Kilometer nördlich der Stadt Falköping. Er liegt in der Provinz Västra Götalands län sowie der historischen Provinz (landskap) Västergötland.

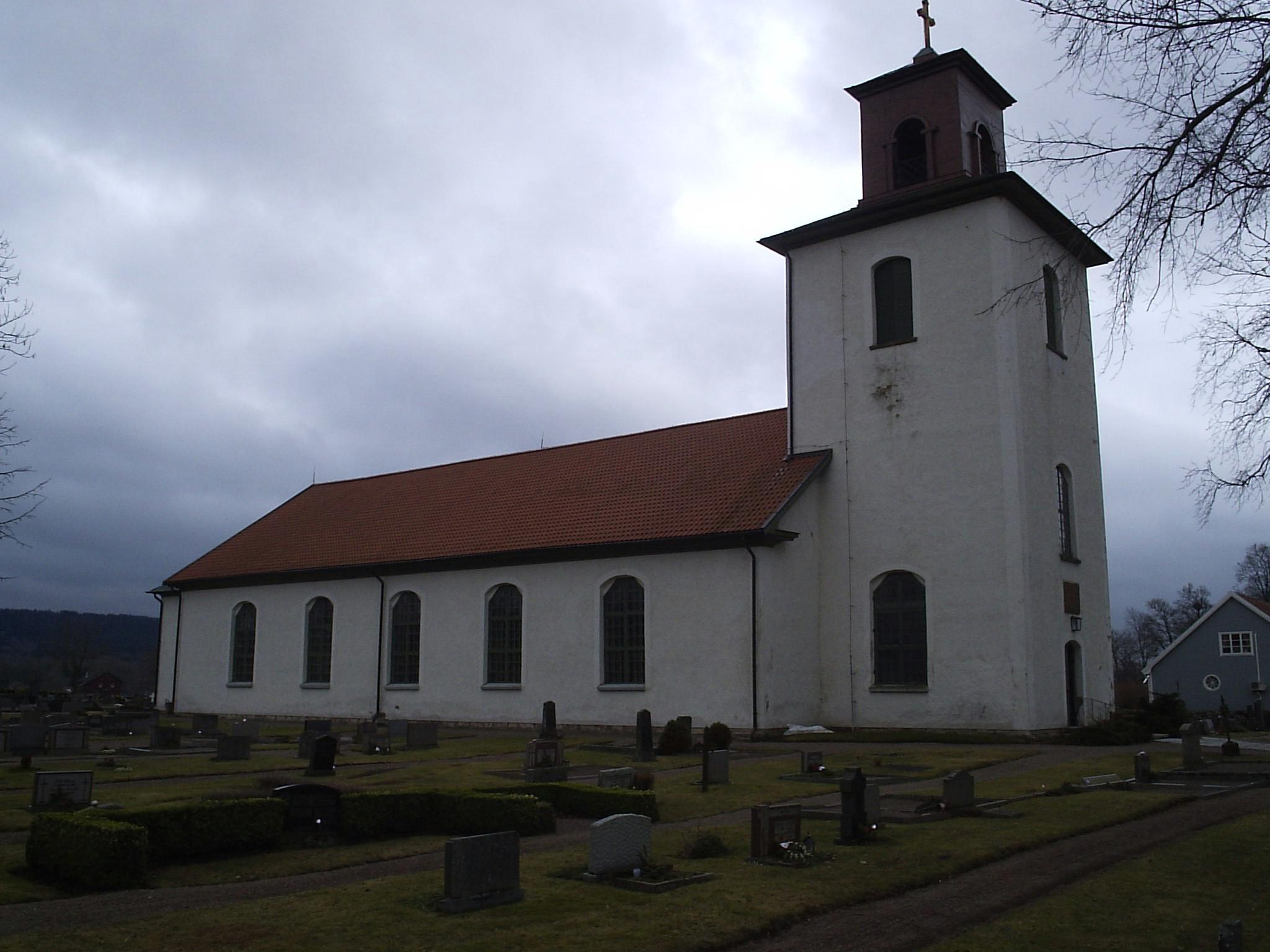
Kirche von Broddetorp

## Geschichte
Broddetorp entstand an einem Eisenbahnhalt gleichen Namens, der hier zwischen 1874 und 1962 lag. Die Kirche von Broddetorp ist eine neoklassizistische Steinkirche aus dem Jahr 1821. Nach der Fertigstellung der neuen Kirche wurde die mittelalterliche Kirche abgerissen. In der mittelalterlichen Kirche gab es ein Antemensale aus dem 12. Jahrhundert, das heute im Besitz des Staatlichen Historischen Museums ist.
Drei Kilometer westlich von Broddetorp liegt der Vogelsee Hornborgasjön, vier Kilometer südlich von Broddetorp das vorgeschichtliche Gräberfeld Ekornavallen und das Ganggrab von Rössberga.

## Persönlichkeiten
- Johan Peter Falck (* 1732 in Broddetorp; † 1774 in Kasan), Naturforscher, Botaniker